# Cades Cove Loop Road
 (septembre 2023).
Si vous disposez d'ouvrages ou d'articles de référence ou si vous connaissez des sites web de qualité traitant du thème abordé ici, merci de compléter l'article en donnant les références utiles à sa vérifiabilité et en les liant à la section « Notes et références ».
La Cades Cove Loop Road est une route américaine dans le comté de Blount, au Tennessee. Cette route touristique protégée au sein du parc national des Great Smoky Mountains dessert différentes propriétés contributrices au district historique de Cades Cove.